# Лю Ян (космонавтка)
Лю Ян (кит. спр. 刘洋, піньїнь: Liú Yáng; нар. 1978) — перша жінка-космонавтка Китаю, космонавтка четвертого класу, Космонавт-герой (2012). Майор Повітряних сил КНР (пілот другого класу Повітряних сил НВАК, була заступницею командира авіаційної ескадрильї).

## Біографія
Народилася 6 жовтня 1978 року у міському повіті Ліньчжоу місцевого округу Аньян провінції Хенань.
У серпні 1997 року поступила в Вище військове авіаційне училище в місті Чанчунь. Закінчила його в 2001 році у складі 7-ї жіночої групи пілотів військово-транспортної авіації. У травні того ж року вступила в Комуністичну партію Китаю. Була заступницею командира ескадрильї.

## Підготовка і космічний політ
У складі загону космонавтів Китаю з 7 травня 2010 року.
В березні 2012 року увійшла у склад екіпажу «Шеньчжоу-9» на посаду операторки спускового модуля і була відповідальна за наукову частину експедиції.
Перший політ у космос виконала 16—29 червня 2012 року. 18 червня корабель «Шеньчжоу-9» був пристикований до орбітального модуля «Тяньгун-1», після чого протягом 10 днів космонавти виконували на його борту різні наукові експерименти.
Тривалість польоту склала 12 діб 15 год. 25 хв. 24 с.
У жовтні 2012 року рішенням ЦК КПК, Державної ради КНР і Центральної військової ради космонавтці Лю Ян присвоєно почесне звання «Космонавт-герой», також вона була нагороджена орденом «За заслуги у сфері космонавтики» III ступеня.
Статистика
| # | Стартовий корабель | Старт                 | Експедиція               | Корабель посадки | Посадка               | Політ                     | Виходи у відкритий космос | Час у відкритому космосі |
| - | ------------------ | --------------------- | ------------------------ | ---------------- | --------------------- | ------------------------- | ------------------------- | ------------------------ |
| 1 | Шеньчжоу-9         | 16.06.2012, 10:37 UTC | Шеньчжоу-9, Тяньгун-1(2) | Шеньчжоу-9       | 29.06.2012, 02:02 UTC | 12 діб 15 годин 25 хвилин | 0                         | 0                        |

## Сім'я
Лю Ян одружена, що є необхідною умовою для космонавтки у Китаї. Братів і сестер не має. Після польоту народила дочку 9 травня 2014 року.